# Sitio de Abrantes
El sitio de Abrantes fue una batalla militar librada en 1179 durante la Reconquista entre portugueses y almohades, los cuales intentaron conquistar Abrantes, siendo derrotados por los defensores de la ciudad.

## Antecedentes
En 1178, tras un periodo de éxitos militares portugueses, el todavía príncipe Sancho I de Portugal lanzó una gran ofensiva contra el califato almohade que se conoció como el fosado de Triana. El resultado fue una sorprendente victoria de las fuerzas portuguesas, que contribuyó en gran medida a los intentos del rey Alfonso I de Portugal de obtener el reconocimiento papal de la independencia portuguesa. Sin embargo, también generó una rápida reacción de las fuerzas almohades.

## La batalla
Al año siguiente, el hijo del califa almohade entró con su ejército en territorio portugués, atravesó el Alentejo y sitió la ciudad de Abrantes. Los portugueses defendieron la ciudad y el castillo, infligiendo un gran número de bajas a los musulmanes. Tras cuatro días de intentos infructuosos de conquistar el castillo, el líder musulmán se vio obligado a retirarse con sus tropas debido a la falta de suministros.
Aunque los portugueses consiguieron resistir este ataque, los almohades no se rindieron y al año siguiente, en 1181, volvieron a invadir Portugal. Esta vez el objetivo fue la ciudad de Évora, pero el ataque fracasó.